# Kaijankivensaari
Kaijankivensaari är en ö i Finland. Den ligger i sjön Kolmperse och Vähävesi och i kommunen Lojo i den ekonomiska regionen  Helsingfors  och landskapet Nyland, i den södra delen av landet, 70 km nordväst om huvudstaden Helsingfors. Öns area är 0,6 hektar och dess största längd är 130 meter i nord-sydlig riktning.